# Altamura
Altamura es un comune de Italia perteneciente a la ciudad metropolitana de Bari, en la región de Puglia. Tiene una población de 70 108 habitantes (ISTAT 2024).

## Historia
El 7 de octubre de 1993 fue descubierto en las cuevas cársticas de Lamalunga, cerca de Altamura, un esqueleto completo fósil, que después fue plenamente identificado como perteneciente a un Homo neanderthalensis, datado entre 130 000 y 172 000 años antes del presente.

## Demografía
Tenía con 68 885 habitantes.
| Gráfica de evolución demográfica de Altamura entre 1861 y 2008 |
|                                                                |
| Fuente ISTAT - elaboración gráfica de Wikipedia                |